# 城镇街道 (英吉沙县)
城镇街道，是中国新疆维吾尔自治区喀什地区英吉沙县下辖的一个乡镇级行政单位。

## 行政区划
城镇街道共辖以下地区：
其兰巴格社区、英巴格社区、吾尔也提社区、欧尔达阿勒迪社区、英协海尔社区、拉瓦社区。